# Букет пространств
Букет пространств  — пространство, полученное склейкой нескольких топологических пространств по одной точке. 

## Определение
Букет {\displaystyle X_{1}\vee X_{2}} двух пространств {\displaystyle X_{1}} и {\displaystyle X_{2}} с отмеченными точками {\displaystyle x_{1}\in X_{1}} и {\displaystyle x_{2}\in X_{2}}  можно определить как факторпространство несвязного объединения  {\displaystyle X_{1}} и {\displaystyle X_{2}}
{\displaystyle X_{1}\vee X_{2}=(X_{1}\sqcup X_{2})/{\sim },}
где {\displaystyle \sim } обозначает минимальное отношение эквивалентности такое, что  {\displaystyle x_{1}\sim x_{2}}.
Подобным образом определяется букет произвольного числа пространств с отмеченными точками {\displaystyle \{(X_{\alpha },x_{\alpha })\}_{\alpha \in {\mathcal {A}}}}
{\displaystyle \bigvee _{\alpha }X_{\alpha }=\bigsqcup _{\alpha }X_{\alpha }/{\sim },}
где {\displaystyle \sim } обозначает минимальное отношение эквивалентности такое, что  {\displaystyle x_{\alpha }\sim x_{\beta }} для всех {\displaystyle \alpha } и {\displaystyle \beta }.

### Замечания
- Букет зависит от выбора отмеченных точек.
- Букет пространств сам естественным образом является пространством с отмеченной точкой.
- Как бинарная операция, построение букета является ассоциативным и коммутативным (с точностью до изоморфизма).

## Описание через категории
Букет можно понимать как копроизведение в категории топологических пространств с отмеченной точкой. Кроме того, букет  можно рассматривать как кодекартов квадрат схемы X ← {•} → Y в категории топологических пространств, где {•} обозначает одноточечное пространство.

## Свойства
- Если отмеченные точки допускают односвязные окрестности, то фундаментальная группа букета {\displaystyle X_{1}\vee X_{2}} изоморфна свободному произведению фундаментальных групп {\displaystyle X_{1}} и {\displaystyle X_{2}}. Это утверждение немедленно следует из теоремы ван Кампена.